# Guipavas
Guipavas (en bretó Gwipavaz) és un municipi francès, situat a la regió de Bretanya, al departament de Finisterre. L'any 2006 tenia 13.633 habitants. Forma part de la comunitat urbana Brest Métropole Océane. A l'inici del curs 2007 el 4,5% dels alumnes del municipi eren matriculats a la primària bilingüe. El consell municipal ha aprovat la carta Ya d'ar brezhoneg.
L'aeroport de Brest–Bretanya es troba íntegrament dins del terme municipal de Guipavas.

## Demografia
| 1962                                       | 1968  | 1975  | 1982   | 1990   | 1999   |
| ------------------------------------------ | ----- | ----- | ------ | ------ | ------ |
| 6.610                                      | 7.346 | 8.959 | 10.425 | 11.956 | 12.584 |
| Des de 1962: població sense dobles comptes |       |       |        |        |        |

## Administració
| Període   | Identitat       | Partit |
| --------- | --------------- | ------ |
| 2001-2008 | Henri Pallier   | UMP    |
| 2008-     | Alain Queffélec | PS     |